# نيكول جونسون (ملكة جمال أمريكا)
نيكول جونسون (من مواليد 9 يناير 1974)  هي ملكة جمال أمريكية ومؤلفة وناشطة في مجال الصحة العامة. توجت ملكة جمال أمريكا 1999 وملكة جمال فيرجينيا 1998، وأصبحت أول ملكة جمال لأمريكا مصابة بـ مرض السكري وأول متسابقة تعلن عن استخدام مضخة الأنسولين.   وهي الآن تدافع عن أبحاث مرض السكري وعلاجه وتثقيفه، بعد أن تم تشخيصها مرض السكري من النوع الأول في عام 1993.

## التعليم
جونسون حاصلة على درجة البكالوريوس في اللغة الإنجليزية من جامعة جنوب فلوريدا ودرجة الماجستير في الصحافة من كلية الاتصالات والفنون بجامعة ريجنت في فيرجينيا.  كما أنها حاصلة على درجة الماجستير في الصحة العامة من جامعة بيتسبرغ في عام 2007. في عام 2013، حصلت جونسون على درجة الدكتوراه في الصحة العامة من جامعة جنوب فلوريدا.

## مسابقات ملكة الجمال

### المسابقات المبكرة
بدأت جونسون المنافسة لأول مرة في مسابقات ملكة جمال فلوريدا، ووُضعت في المراكز العشرة الأولى في مسابقة ملكة جمال فلوريدا في عام 1995 وكانت الوصيفة الثالثة في مسابقة ملكة جمال فلوريدا الولايات المتحدة الأمريكية 1995. بعد انتقالها إلى فرجينيا لمتابعة تعليمها بعد التخرج في جامعة ريجنت، واصلت المنافسة ووُضعت في المراكز العشرة الأولى في مسابقة Miss Virginia 1997.  

### ملكة جمال فيرجينيا 1998
في مارس 1998 فازت بلقب مهرجان ملكة جمال لينشبورغ وفازت بلقب ملكة جمال فيرجينيا 1998 في 29 يونيو 1998. 

### ملكة جمال أمريكا 1999
في سبتمبر، مثَّلت جونسون فرجينيا في مسابقة ملكة جمال أمريكا 1999، لتصبح ثاني امرأة تمثل تلك الولاية تفوز بلقب ملكة جمال أمريكا.   غنت "That Life" في مسابقة المواهب.  في عام 1997، بدأت في ارتداء مضخة الأنسولين على وركها للسيطرة على مرضها، والتي ارتدتها أثناء التنافس في ملكة جمال فيرجينيا وملكة جمال أمريكا، وهي أول متسابقة وفائزة في مسابقة ملكة جمال أمريكا تقوم بفعل ذلك.    

## ناشطة مرض السكري

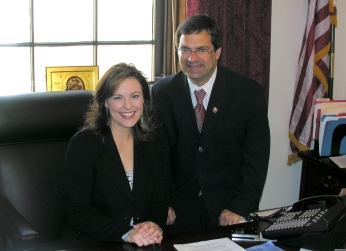
جونسون مع عضو الكونجرس جوس بيلراكيس في عام 2008

أصبحت جونسون متحدثة باسم الجمعية الأمريكية للسكري في التسعينيات وشهدت في جلسات استماع تشريعية في واشنطن العاصمة قبل فوزها بلقب ملكة جمال فيرجينيا. 
في عام 2004، قادتها مهارات الاتصال وخلفيتها الصحفية لتصبح مقدمة مسلسل dLife، وهو مسلسل تلفزيوني أسبوعي حول مرض السكري يتم بثه على قناة CNBC. قامت جونسون أيضًا بتأليف العديد من الكتب خلال حياتها المهنية: ثلاثة كتب طبخ مع السيد فود،، وكتاب طبخ مستقل بعنوان، وصفات نيكول جونسون للسكري، وسيرة ذاتية بعنوان التعايش مع مرض السكري، وكتاب للشباب بعنوان حقائق الشباب من النوع الأول لمرض السكري.
تواصل العمل كمدافعة عن مرض السكري وخبيرة في رعاية المرضى - مهنيًا وبقدرة تطوعية. من بين عملائها الاستشاريين نوفو نورديسك، أنيماس كوربوريشن، AmMed Direct LLC و Eli Lilly and Company. على أساس تطوعي، عملت في مناصب قيادية داخل JDRF وجمعية السكري الأمريكية. قادتها أوراق اعتمادها الأكاديمية مؤخرًا إلى العمل في مجال الصحة العامة في جامعة جنوب فلوريدا حيث تشغل منصب المدير التنفيذي لبرنامج أنشأته بعنوان Bringing Science Home. في عام 2010 ، أسست جونسون الطلاب المصابون بالسكري (SWD)، في جامعة جنوب فلوريدا، لتلبية احتياجات الشباب البالغين المصابين بداء السكري.

## الحياة الشخصية
عملت جونسون لفترة وجيزة مع المصرفي الاستثماري كون جاكسون في عام 2000. 
في عام 2003، تزوجت جونسون من الصحفي سكوت بيكر.  التقى الزوجان في منتصف التسعينيات في ندوة عقدها بيكر لطلاب الجامعات المهتمين بالمهن الإخبارية.  معا أنجب الزوجان ابنة.  طلق جونسون وبيكر لاحقًا في عام 2008. 

## فيلموغرافيا
| - | 2008 || ديلايف || نفسها (مضيفة) || التلفاز

## روابط خارجية
- [http://www.imdb.com/name/nm0425898/ نيكول جونسون

] في قاعدة بيانات الأفلام على الإنترنت
- الموقع الرسمي
- الموقع الرسمي لملكات جمال أمريكا

قالب:MissAmericas 1980–1999
قالب:Virginia Pageant Winners